# Rostbrynad bergtyrann
Rostbrynad bergtyrann (Ochthoeca superciliosa) är en fågelart i familjen tyranner inom ordningen tättingar.

## Utbredning och systematik
Fågeln förekommer enbart i Cordillera de Mérida (Venezuela). Den kategoriserades tidigare som underart till brunryggig bergtyrann (Ochthoeca superciliosa) men urskildes 2016 som egen art av BirdLife International, 2022 av tongivande eBird/Clements och 2023 av International Ornithological Congress.

## Status
Den kategoriseras av IUCN som livskraftig.